# 예브게니 아발라코프

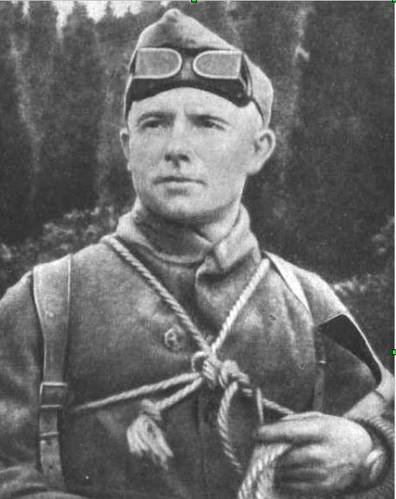

예브게니 미하일로비치 아발라코프(Евгений Михайлович Абалаков; 1907년 2월 7일, 예니세이스크 — 1948년 3월 23일/24일, 모스크바)는 타지크-파미르 소브나르콤 원정대의 일원으로 1933년 9월 3일에 소비에트 연방의 최고봉이었던 스탈린봉(이스모일소모니봉)을 최초로 등반한 산악인이다.
1932년 모스크바 예술학교를 졸업하여 소비에트 예술가 동맹에 가입한 조각가이기도 하다. 2차 세계 대전시에는 독일에 대항해 자원하여 전장에 나가서 싸웠으며, 군대에서 군산악술을 가르치기도 했다. 1948년 봄 포베다산에 오르기 위해 준비하는 과정에서 불분명한 원인으로 사망했다.

## 참고 문헌
- Анатолий Ферапонтов. Восходители. Евгений Абалаков. 보관됨 2007-01-04 - 웨이백 머신
- Алексей Абалаков. Тайна гибели Евгения Абалакова (https://web.archive.org/web/20050207173340/http://www.radiomayak.ru/schedules/99/5581.html in .pdf format)